# Corregidora Ortiz de Domínguez
Corregidora Ortiz de Domínguez är en ort i Mexiko.   Den ligger i kommunen Tenosique och delstaten Tabasco, i den sydöstra delen av landet, 900 km öster om huvudstaden Mexico City. Corregidora Ortiz de Domínguez ligger 154 meter över havet och antalet invånare är 258.
Terrängen runt Corregidora Ortiz de Domínguez är lite kuperad. Runt Corregidora Ortiz de Domínguez är det glesbefolkat, med 11 invånare per kvadratkilometer. Närmaste större samhälle är Nuevo Ojo de Agua, 16,0 km söder om Corregidora Ortiz de Domínguez. I omgivningarna runt Corregidora Ortiz de Domínguez växer i huvudsak städsegrön lövskog.